# Масико
Масико (яп. 益子町 Масико-мати) — посёлок в Японии, находящийся в уезде Хага префектуры Тотиги. Площадь посёлка составляет 89,54 км², население — 24 214 человек (1 июля 2014), плотность населения — 270,43 чел./км².

## Географическое положение
Посёлок расположен на острове Хонсю в префектуре Тотиги региона Канто. С ним граничат города Моока, Сакурагава и посёлки Итикай, Мотеги.

## Население
Население посёлка составляет 24 214 человек (1 июля 2014), а плотность — 270,43 чел./км². Изменение численности населения с 1980 по 2005 годы:
| 1980 | 22 104 чел. |  |
| 1985 | 23 395 чел. |  |
| 1990 | 24 317 чел. |  |
| 1995 | 25 255 чел. |  |
| 2000 | 25 685 чел. |  |
| 2005 | 25 080 чел. |  |

## Символика
Деревом посёлка считается сосна густоцветная, цветком — Lilium auratum, птицей — Cettia diphone.